# Vinko Petković
Vinko Petković (Šibenik, 1. listopada 1995.) hrvatski je nogometaš koji igra na poziciji napadača. Trenutačno igra za Sesvete.

## Klupska karijera
Petković je nogomet počeo trenirati u rodnom Šibeniku s pet i pol godina. Bio je član HNK Šibenik do svoje 16. godine, nakon čega je prešao u redove RNK Split. U Splitu se zadržao dvije godine, a potom je igrao za NK Zagora, NK Hrvatski dragovoljac, NK Orkan, RNK Zmaj i GOŠK Dubrovnik. U veljači 2018. potpisao je za NK Zadar, koji se tada natjecao u 3. HNL – Jug i tu je počeo njegov igrački uzlet. Za NK Zadar Petković je odigrao ukupno 22 utakmice i postigao 12 golova, a najviše se pamte njegovi golovi za pobjedu na gostovanju kod NK Val Kaštela 1:2, kojom je Zadar izborio plasman u Drugu HNL.
U sezoni 2017./18. Petković je bio prvi strijelac 3. HNL – Jug s 19 postignutih golova.
Nakon Zadra, Petković je igrao za HNK Primorac Biograd, da bi se u ljeto 2019. vratio u NK Hrvatski dragovoljac. U 13 utakmica za taj klub u Drugoj HNL postigao je 7 golova, uz tri asistencije. U siječnju 2020. Petković je potpisao ugovor s prvoligašem NK Varaždin. Prvi nastup u Prvoj HNL imao je 2. veljače 2020. protiv HNK Hajduk, a prvi pogodak postigao je 15. veljače za pobjedu protiv NK Inter u Zaprešiću 1:2, svega osam minuta nakon što je ušao u igru.
Njegov gol u 95. minuti protiv NK Istra za pobjedu 3:0 proglašen je najljepšim golom 30. kola Prve HNL u izboru Hrvatske nogometne televizije – HNTV.
U lipnju 2021. Petković se vratio u NK Hrvatski dragovoljac. Prvi pogodak u novoj sezoni Prve HNL postigao je na gostovanju u rodnom Šibeniku, 15. kolovoza. Nakon tri postignuta pogotka u prvom dijelu sezone, u siječnju 2022. raskinuo je ugovor s klubom. Kao slobodan igrač dana 18. siječnja 2022. potpisao je ugovor s NK Osijek do 2025. godine.
Prvi dio sezone 2022./23. proveo je na posudbi u Istri 1961 za koju je u 13 ligaških utakmica postigao 2 pogotka.

## Vanjske poveznice
- Profil, Soccerway
- Profil, Transfermarkt